# HP Open 2011
HP Open 2011 — тенісний турнір, що проходив на відкритих кортах з твердим покриттям. Це був третій за ліком Japan Women's Open. Належав до категорії International у рамках Туру WTA 2011. Відбувся в Utsubo Tennis Center в Осаці (Японія). Тривав з 10 до 16 жовтня 2011 року.

## Учасниці

### Сіяні учасниці
| Країна    | Гравчиня         | Рейтинг1 | Сіяна |
| --------- | ---------------- | -------- | ----- |
| Австралія | Саманта Стосур   | 7        | 1     |
| Франція   | Маріон Бартолі   | 10       | 2     |
| Німеччина | Анджелік Кербер  | 30       | 3     |
| Чехія     | Петра Цетковська | 32       | 4     |
| Австралія | Ярміла Ґайдошова | 34       | 5     |
| Японія    | Моріта Аюмі      | 40       | 6     |
| ПАР       | Шанелль Схеперс  | 41       | 7     |
| США       | Крістіна Макгейл | 49       | 8     |

- Посів ґрунтується на рейтингові станом на 3 жовтня 2011.

### Інші учасниці
Нижче наведено учасниць, які отримали вайлдкард на участь в основній сітці:
- Маріон Бартолі
- Накамура Айко
- Курумі Нара

Нижче наведено гравчинь, які пробились в основну сітку через стадію кваліфікації:
- Аояма Сюко
- Ноппаван Летчівакарн
- Еріка Сема
- Ярослава Шведова

## Переможниці та фіналістки

### Одиночний розряд
Маріон Бартолі —  Саманта Стосур, 6–3, 6–1
- Для Бартолі це був 2-й титул за сезон і 7-й — за кар'єру.

### Парний розряд
Кіміко Дате /  Ч Шуай —  Ваня Кінґ /  Ярослава Шведова, 7–5, 3–6, [11–9]